# Командване за авиационно обучение при ГВВС
Учебното авиационно командване (гръцки: Διοίκηση Αεροπορικής Εκπαίδευσης - ΔΑΕ) е създадено на 30 юли 1955 г. като 31 Учебно авиационно командване. През 1979 г. номерът отпада и остава само името Учебно авиационно командване. През 1987 г. в рамките на организационните промени във ВВС е решено командването да бъде закрито, а функциите му да бъдат прехвърлени на Командване за авиационна поддръжка при ГВВС и Главния щаб на ВВС. През 1993 г. е решено възобновяване функциите на командването.
Първоначално щаба на командването е разположен в Атина. През 1956 г. щабът е преместен в столичния квартал Пальо Фалиро, където остава до 1959 г. В периода 1959 - 1987 г. и 1993 до днес се намира в авиобаза Декелиа.
Организационно Учебното авиационно комадване се състои от:
- Командване и щаб.
  - Командващ и специален щаб.
  - Началник-щаб и координационен щаб.
  - 1-во Управление – занимава се с въпроси от оперативно и учебно естество и личен състав.
  - 3-то Управление – занимава се с въпроси от материално-техническо естество.

- Учебни заведения:
  - Академия на ВВС;
  - Военновъздушно училище „Икарон“;
  - Школа за техническа подготовка на сержанти;
  - Школа за подготовка на щурмани-радисти;
  - Школа за подготовка на сержантски команден състав;
  - 120 крило за летателна подготовка
  - 123 крило за техническо обучение;
  - 124 крило за основно обучение;
  - 128 авиополк за телекомуникационно обучение;
  - Учебен център по ПВО;
  - Учебен център за водачи на охранителни кучета.